# El Babor
El Babor fue un paraje del término municipal de Mora de Rubielos, en la provincia de Teruel. Actualmente está despoblado.

## Geografía
El Babor se halla cerca del río Mijares, que recibe un importante caudal de la Fuente de El Babor, una fuente de agua termal medicinal.

## Toponimia
Este topónimo puede interpretarse a partir del catalán bavor ("que emana agua que bulle o de un horno"), palabra femenina después asimilada como masculina por parecido con el aragonés "ababol" (que presenta variantes con aféresis como "babol" por ejemplo en aragonés benasqués).

## Historia
El 19 de marzo de 1258 el rey Jaime I de Aragón confirmó los términos de Sarrión nombrando la fuente de El Babol:

...sicut vadit ad Pilam, et usque ad Carrellum, et usque ad rivum de Alcalano, tam citra rivum quam ultra usque ad terminum More, sicut descendit rivus usque ad fontem del Babol, et ab ipso fonte usque ad fondos de los Sagradedos usque ad sumitatem pinarii...

En el Fuero de Valencia de 1261, concedido también por Jaime I de Aragón se menciona La Bavor como una de las fronteras de este reino en la versión escrita en catalán:

e de Mora, axí com va a la Font de la Babor, e axí com va el riu d'Alventosa e ix a la Maçanera, però dellà el riu és d'Aragó, e del riu ençà és del regne de Valencia; e axí com va a la serra de Javalambre, e de la serra de Javalambre axó como ix a Castell Phabib e a Ademuç, e aquest dos castels són del regne de Valencia....